# ピエトラカテッラ
ピエトラカテッラ（イタリア語: Pietracatella）は、イタリア共和国モリーゼ州カンポバッソ県にある、人口約1,300人の基礎自治体（コムーネ）。

## 地理

### 位置・広がり

#### 隣接コムーネ
隣接するコムーネは以下の通り。
- ガンバテーザ
- イェルシ
- マッキーア・ヴァルフォルトーレ
- モナチリオーニ
- リッチャ
- トーロ